# Polytela aethiopica
Polytela aethiopica är en fjärilsart som beskrevs av Leo Andrejewitsch Sheljuzhko 1960. Polytela aethiopica ingår i släktet Polytela och familjen nattflyn. Inga underarter finns listade i Catalogue of Life.